# Mandan

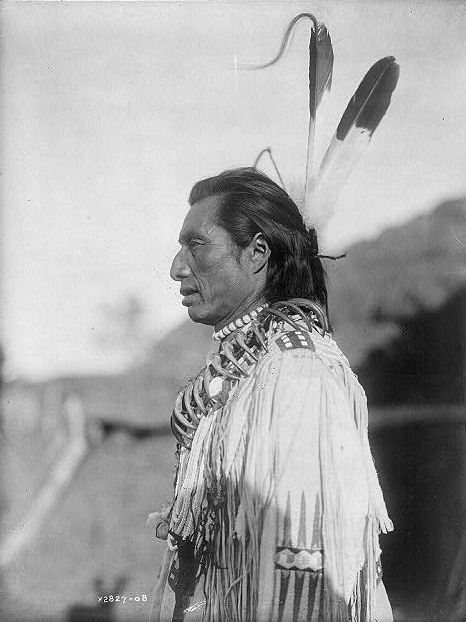
Mandan

Os mandan são uma tribo nativo norte-americana que tem vivido historicamente ao longo dos bancos do rio Missouri e seus afluentes, nos atuais estados de Dakota do Norte e Dakota do Sul. Sofreram expulsão de suas terras, com relocamento forçado nos anos 1950. São hoje uma tribo reconhecida pelos Estados Unidos.
A população mandan era de 3.600 no começo do século XVIII. Na década de 1990, 6.000 pessoas estavam registradas como da etnia mandan na Three Affiliated Tribes.
A religião mandan e sua cosmologia é altamente complexa e centrada na figura do "Homem Solitário" (Lone Man).